# (16766) Righi
(16766) Righi est un astéroïde de la ceinture principale.

## Description
(16766) Righi est un astéroïde de la ceinture principale. Il fut découvert le 18 octobre 1996 à Pianoro par Vittorio Goretti. Il présente une orbite caractérisée par un demi-grand axe de 2,77 UA, une excentricité de 0,12 et une inclinaison de 9,5° par rapport à l'écliptique.
Il est nommé d'après le physicien Augusto Righi.

## Compléments